# 韦马尔
韦马尔（法語：Vémars，法語發音：[vemaʁ]）是法国法兰西岛大区瓦兹河谷省的一个市镇，位于该省东部，属于萨塞勒区。

## 地理
韦马尔（49°4'11"N, 2°34'4"E）面积8.18 平方千米，位于法国法蘭西島大區瓦兹河谷省，该省份为法国北部内陆省份，北起瓦兹省，西接厄尔省，南至塞纳-圣但尼省、上塞纳省和伊夫林省，东临塞纳-马恩省。
与韦马尔接壤的市镇（或旧市镇、城区）包括：圣维茨、普拉伊、莫尔加尔、新穆西、谢讷维耶尔-莱卢夫尔、埃皮艾莱卢夫尔、维勒龙。
韦马尔的时区为UTC+01:00、UTC+02:00（夏令时）。

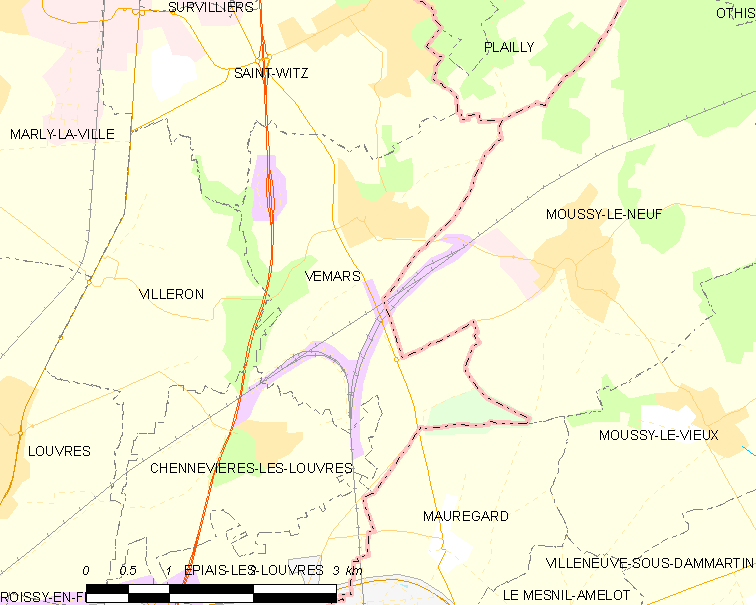
韦马尔的OSM定位图

## 行政
韦马尔的邮政编码为95470，INSEE市镇编码为95641。

## 政治
韦马尔所属的省级选区为古桑维尔县。

## 人口

1962-2008年间韦马尔人口变化图示

韦马尔于2022年1月1日时的人口数量为2986人。